# UFC Fight Night: Magny vs. Prates
UFC Fight Night: Magny vs. Prates（ユーエフシー・ファイトナイト：マグニー・バーサス・プラチス、別名UFC Fight Night 247、UFC on ESPN+ 105）は、アメリカ合衆国の総合格闘技団体「UFC」の大会の一つ。2024年11月9日、ネバダ州ラスベガスのUFC APEXで開催された。

## 大会概要
本大会はニール・マグニーとカルロス・プラチスのミドル級戦が組まれた。

## 試合結果

### プレリミナリーカード
第1試合 137ポンド契約 5分3R
○  メリッサ・マリンズ vs.  クラウディア・シグワ ×
2R 1:20 TKO（パウンド）
※マリンズの体重超過により女子バンタム級から変更。
第2試合 ミドル級 5分3R
○  トレーシアン・ゴア vs.  アントニオ・トロコリ ×
1R 1:23 ギロチンチョーク
第3試合 バンタム級 5分3R
○  ダモン・ブラックシア vs.  コーディー・スタマン ×
1R 4:19 リアネイキドチョーク
第4試合 ウェルター級 5分3R
○  チャールズ・ラドキ vs.  マシュー・セメルスバーガー ×
1R 0:51 TKO（左フック）
第5試合 174ポンド契約 5分3R
○  エリゼウ・ザレスキ・ドス・サントス vs.  ザック・スクロギン ×
1R 1:15 TKO（パウンド）
※スクロギンの体重超過によりウェルター級から変更。
第6試合 女子ストロー級 5分3R
○  デニーシ・ゴメス vs.  カロリーナ・コバケビッチ ×
3R終了 判定3-0（30-27、30-27、29-28）

### メインカード
第7試合 ミドル級 5分3R
○  マンスール・アブドゥル＝マリク vs.  ドゥスコ・トドロビッチ ×
1R 2:44 TKO（右膝蹴り→パウンド）
第8試合 女子ストロー級 5分3R
○  ジリアン・ロバートソン vs.  ルアナ・ピニェーロ ×
3R終了 判定3-0（29-27、29-28、29-28）
第9試合 バンタム級 5分3R
○  ガストン・ボラニョス vs.  コルテイビウス・ロミウス ×
3R終了 判定3-0（30-26、30-27、30-27）
第10試合 ミドル級 5分3R
○  ライニアー・デ・リダー vs.  ジェラルド・マーシャート ×
3R 1:44 肩固め
第11試合 ウェルター級 5分5R
○  カルロス・プラチス vs.  ニール・マグニー ×
1R 4:50 TKO（左フック）

### 各賞
ファイト・オブ・ザ・ナイト：該当無し
パフォーマンス・オブ・ザ・ナイト：カルロス・プラチス、マンスール・アブドゥル＝マリク、チャールズ・ラドキ、ダモン・ブラックシア
各選手にはボーナスとして5万ドルが授与された。

### カード変更
負傷などによるカードの変更は以下の通り。